# Santa Maria d'Organyà
L'església col·legiata de Santa Maria, o simplement Santa Maria d'Organyà, és una església romànica situada al nucli d'Organyà documentada per primer cop l'any 993.
Santa Maria d'Organyà és coneguda especialment per haver estat l'indret on es va trobar el text de les Homilies d'Organyà que són considerades un dels documents literaris més antics escrits en llengua catalana.
Va ser declarada Bé Cultural d'Interès Nacional per acord del govern publicat al DOGC l'11-10-2006.

## Història
La primera constància documental d'aquesta església data de l'any 993. Posteriorment i després d'un gran incendi, es va reconstruir i consagrar de nou l'any 1057. L'any 1090 consta la consagració com canònica agustiniana. L'any 1855, després de la desamortització de Madoz, va passar a ser l'església parroquial d'Organyà.
Entre la segona meitat del segle xi i la primera meitat del segle xii, l'església constava d'una sola nau amb absis trilobulats i un cimbori del qual es conserven la traça i restes d'estil romànic visibles des de l'espai de sotacoberta. Durant el segle xiii es va construir un claustre adossat a la façana sud del qual encara es poden veure els arcs apuntats i que ocupava l'espai de l'actual plaça de l'Església.
Entre els segles xiv i xv es va ampliar l'església amb la construcció de la nau lateral sud mentre que la nau lateral nord, la coberta i el campanar actual no es van edificar fins al període dels segles xvii-xviii.
L'any 1904 el Dr. Joaquim Miret va descobrir les Homilies d'Organyà als arxius parroquials d'aquesta església.

## Descripció
L'església actual presenta profundes alteracions que fan difícil la reconstrucció de les estructures primitives. La planta és basilical, de tres naus i tres absis, i correspon a l'edifici de finals del segle xi. L'alçat utilitza en canvi arcs apuntats, que semblen correspondre a modificacions posteriors, probablement coincidents amb les cronologies de les arcades cegues del mur de migdia.
El portal, compost per tres arquivoltes en degradació, així com l'òcul del damunt, poden correspondre a algunes reformes fetes durant el segle xiii. La galeria amb arquets que hi ha sobre la cornisa és obra posterior, potser realitzada alhora que es va alçar el campanar de torre sobre el sector nord de la façana.
D'altra banda, mig tapat per construccions afegides, es pot veure part d'un absis de la construcció original, decorat amb arcuacions cegues i lesenes sota un fris de dents de serra. La darrera reforma de l'església data del 1911 i durant els anys 1992-2000 fou consolidada i restaurada.